# 8月5日
8月5日（はちがついつか）は、グレゴリオ暦で年始から217日目（閏年では218日目）にあたり、年末まであと148日ある。

## できごと

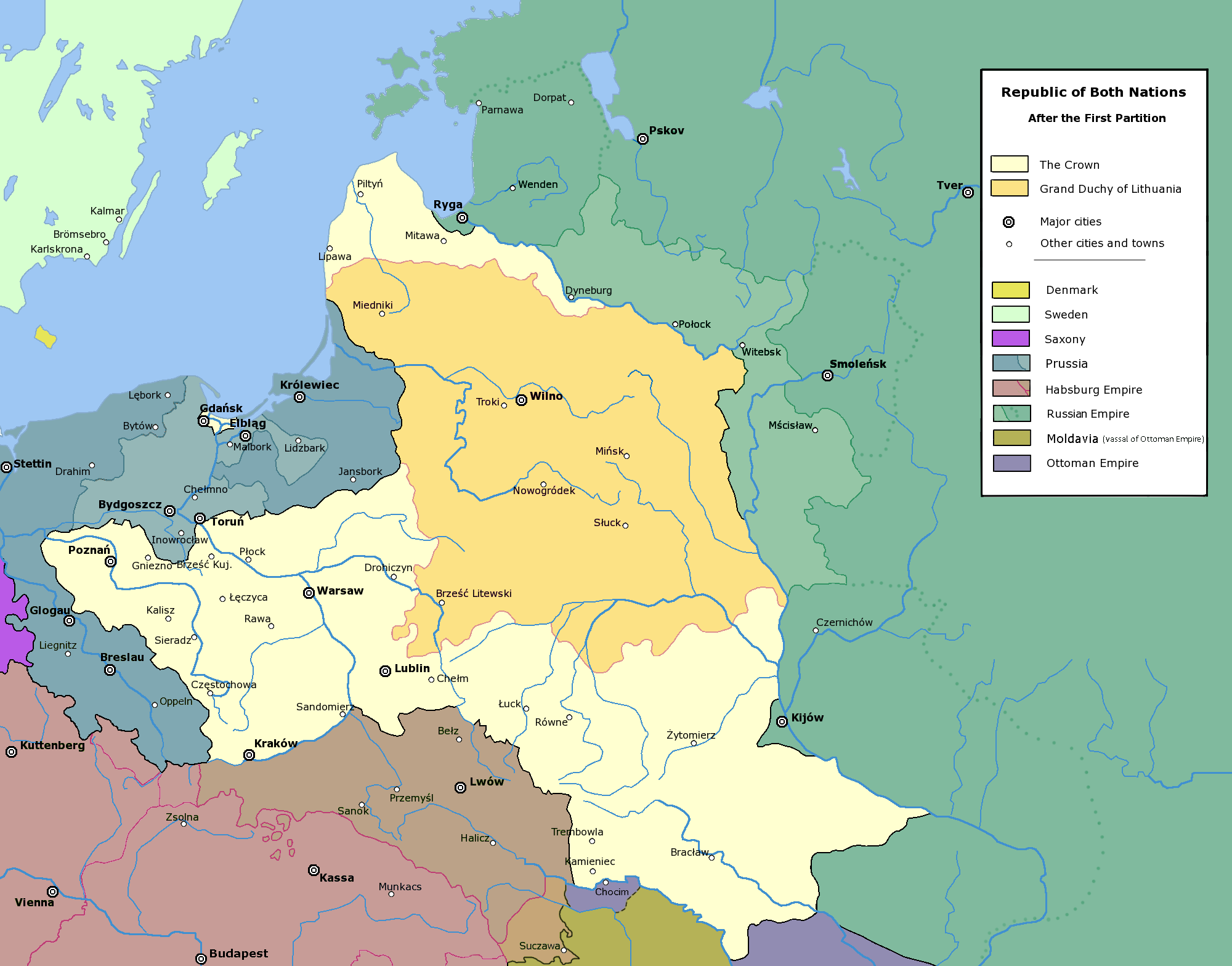
第1次ポーランド分割(1772)

米ソ英の3国が部分的核実験禁止条約に調印(1963)。画像は2008年時点での参加状況（中仏などが調印していない）

- 641年または642年 - マザーフィールドの戦い（英語版） 。マーシア王ペンダがノーサンブリア王オスワルドを破る。
- 1068年 - ノルマン人傭兵ロベルト・イル・グイスカルドが南イタリアの有力都市バーリを包囲し攻城戦を開始した。( 〜1071年)
- 1100年 - イングランド王ヘンリー1世が戴冠。
- 1583年 - ハンフリー・ギルバートが、初の北米のイギリス植民地（現在のカナダ・ニューファンドランド・ラブラドール州セントジョンズ）を開設。
- 1716年 - ペーターヴァルダインの戦い
- 1735年 - ゼンガー事件。ニューヨーク植民地総督ウィリアム・コスビーを批判し逮捕されていた新聞出版者ジョン・ピーター・ゼンガーに無罪判決。
- 1763年 - ポンティアック戦争: ブッシーランの戦い (en:Battle of Bushy Run)
- 1772年 - プロイセン王国・オーストリア帝国・ロシア帝国によって第1次ポーランド分割が行なわれる。
- 1783年（天明3年7月8日） - 浅間山の天明大噴火が発生[1]。
- 1862年 - 南北戦争: バトンルージュの戦い
- 1864年 - 南北戦争: モービル湾の海戦
- 1868年（明治元年6月17日） - 明治政府が、神奈川奉行所・神奈川運上所の支配地域を管轄する神奈川府（同年9月に神奈川県に改称）を設置。
- 1874年 - 日本で『郵便預規則』が公布。世界で4番目に郵便貯金制度が創設される。
- 1882年 - 太政官布告「戒厳令」が公布。
- 1884年 - ニューヨークで、フランスから送られた自由の女神像の建築が始まる。
- 1888年 - カール・ベンツの妻ベルタ・ベンツが、マンハイムからプフォルツハイムを経由してマンハイムに戻る世界初の長距離自動車ドライブを行う。（ベルタ・ベンツ・メモリアルルート）
- 1912年 - 東京・有楽町のタクシー自動車が日本初のタクシー営業を開始。
- 1913年 - 岩波茂雄が東京神田神保町で古書店・岩波書店を創業。翌年出版社に転向。
- 1914年 - 第一次世界大戦: ドイツの機雷敷設艦ケーニギン・ルイゼがテムズ川河口に機雷を敷設。翌日、イギリスの偵察巡洋艦アンフィオンの攻撃を受け自沈。
- 1914年 - オハイオ州クリーブランドに世界初の電気式信号機を設置。なお、世界初の信号機は1868年12月、ロンドンに設置されたガス式のもの(en:Traffic_light)
- 1925年 - プライド・カムリ（ウェールズ民族党）結成。
- 1929年 - 北海道歌志内市の住友坂炭鉱でガス爆発事故。70人死亡[2]。
- 1932年 - 青森県、秋田県に集中豪雨があり河川の氾濫が続出。秋田市だけでも約3000戸が浸水[3]。
- 1940年 - 第二次世界大戦: ソビエト連邦がラトビアを併合。
- 1942年 - 日本海軍の戦艦『武蔵』が竣工[4]。
- 1942年 - 讀賣新聞と報知新聞が合併、『讀賣報知』に改題される。
- 1944年 - 第二次世界大戦: カウラ事件。オーストラリア・カウラの捕虜収容所から、史上最多となる545人の日本兵捕虜が脱走。
- 1944年 - 防諜を理由に神奈川県、千葉県沿岸の大部分で海水浴を制限。軍事施設周辺は完全遊泳禁止、施設ない場所も学校などの団体に限るものとされた[5]。
- 1945年 - 第二次世界大戦・日本本土空襲: 前橋空襲[6]。
- 1945年 - 第二次世界大戦・日本本土空襲: 湯の花トンネル列車銃撃事件[7]。
- 1960年 - オートボルタ（現在のブルキナファソ）がフランスから独立。
- 1962年 - 南アフリカ共和国の黒人解放運動指導者ネルソン・マンデラが当局に逮捕。国家反逆罪で終身刑となり、1990年の釈放まで獄中で過ごす。
- 1962年 - マリリン・モンローが自宅で死んでいるのが発見される。
- 1963年 - アメリカ合衆国・ソビエト連邦・イギリスの3ヵ国がモスクワで部分的核実験禁止条約に調印。
- 1963年 - 広島市で第9回原水爆禁止世界大会を開催。社会党・総評系グループが要求する部分的核実験禁止条約の支持に共産党系グループが反発し流会。
- 1966年 - 文化大革命: 人民日報に、劉少奇打倒を示唆する毛沢東の論文『司令部を砲撃せよ － 私の大字報』が掲載される。
- 1969年 - アメリカの火星探査機マリナー7号が火星に最接近。
- 1975年 - 前日に発生したクアラルンプール事件で、日本政府が犯人の要求に応じ、超法規的措置で服役・拘置中の左翼活動家7人を釈放。
- 1981年 - 男鹿脇本事件。
- 1984年 - ロサンゼルスオリンピックで、オリンピックで初めての女子マラソンを実施。
- 1986年 - 8.5水害: 宮城県鹿島台町（現・大崎市）で、吉田川の氾濫のため約1200世帯が浸水するなど、各地で台風10号およびその台風から変わった低気圧によって、死者・行方不明者20人、浸水・損壊家屋は100,000棟を超える大きな被害になった[8]。
- 1993年 - 阪和銀行副頭取射殺事件。
- 1993年 - アメリカで「マジック:ザ・ギャザリング」初版発売。世界中を巻き込んだトレーディングカードゲームのブームを巻き起こす。
- 1994年 - 福徳銀行5億円強奪事件。
- 1995年 - ベトナムとアメリカ合衆国が和解し、国交を樹立。
- 1995年 - ボスニア・ヘルツェゴビナ紛争: 嵐作戦で、クライナ・セルビア人共和国の首都クニンほかダルマチアの内陸地方のほとんどがクロアチア軍の占領下となる。（クロアチアの勝戦記念日）
- 2000年 - プロレスリング・ノア旗揚げ。
- 2002年 - 住民基本台帳ネットワークの運用開始。
- 2002年 - マブチモーター社長宅殺人放火事件。マブチモーター社長の妻と長女が自宅で絞殺され放火される。
- 2004年 - 広州で広州白雲国際空港が開港。
- 2010年 - チリでコピアポ鉱山落盤事故が発生[9]。
- 2016年 - リオデジャネイロオリンピックが開幕[10]。
- 2018年 - インドネシア、ロンボク島でマグニチュード6.9の地震が発生。400人以上が死亡[11]。
- 2020年 - レバノンの首都ベイルートで爆発事故が発生[12]。硝酸アンモニウムの管理瑕疵が爆発の原因とみられている。30万人以上が避難し、100人超死亡、4000人超が負傷。
- 2020年 - スリランカ議会総選挙が行われ、スリランカ人民自由同盟（SLPFA）が145議席を獲得し大勝する[13]。
- 2023年 - 日本政府が推進する洋上風力発電を巡り、秋本真利衆院議員が日本風力開発から賄賂を受領したとされる事件で、東京地検特捜部が同社と社長宅に家宅捜索に入る[14]。秋本議員は、同日付で自民党を離党した。
- 2024年 - 2024年KADOKAWA・ニコニコ動画へのサイバー攻撃: ニコニコ動画が6月8日以来約2か月ぶりに復旧[15]。
- 2024年 - 東京証券取引所の日経平均株価の終値が前日比4,451円28銭安を記録。ブラックマンデー翌日を上回る歴代最大の下落幅となる[16]。
- 2025年 - 群馬県伊勢崎市にて、国内最高気温となる41.8度を観測[17]。

## 誕生日

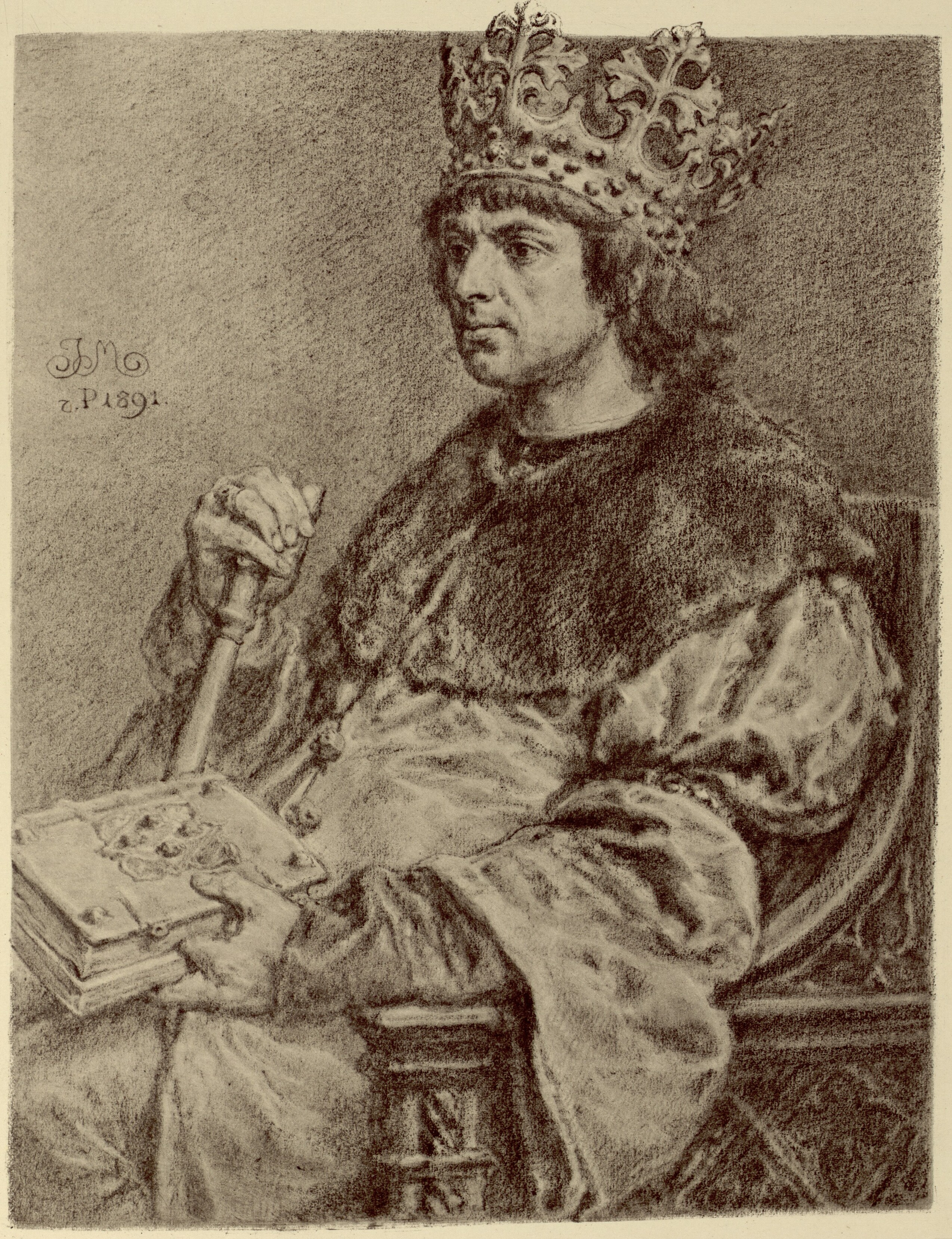
ポーランド王アレクサンデル(1461-1506)誕生。

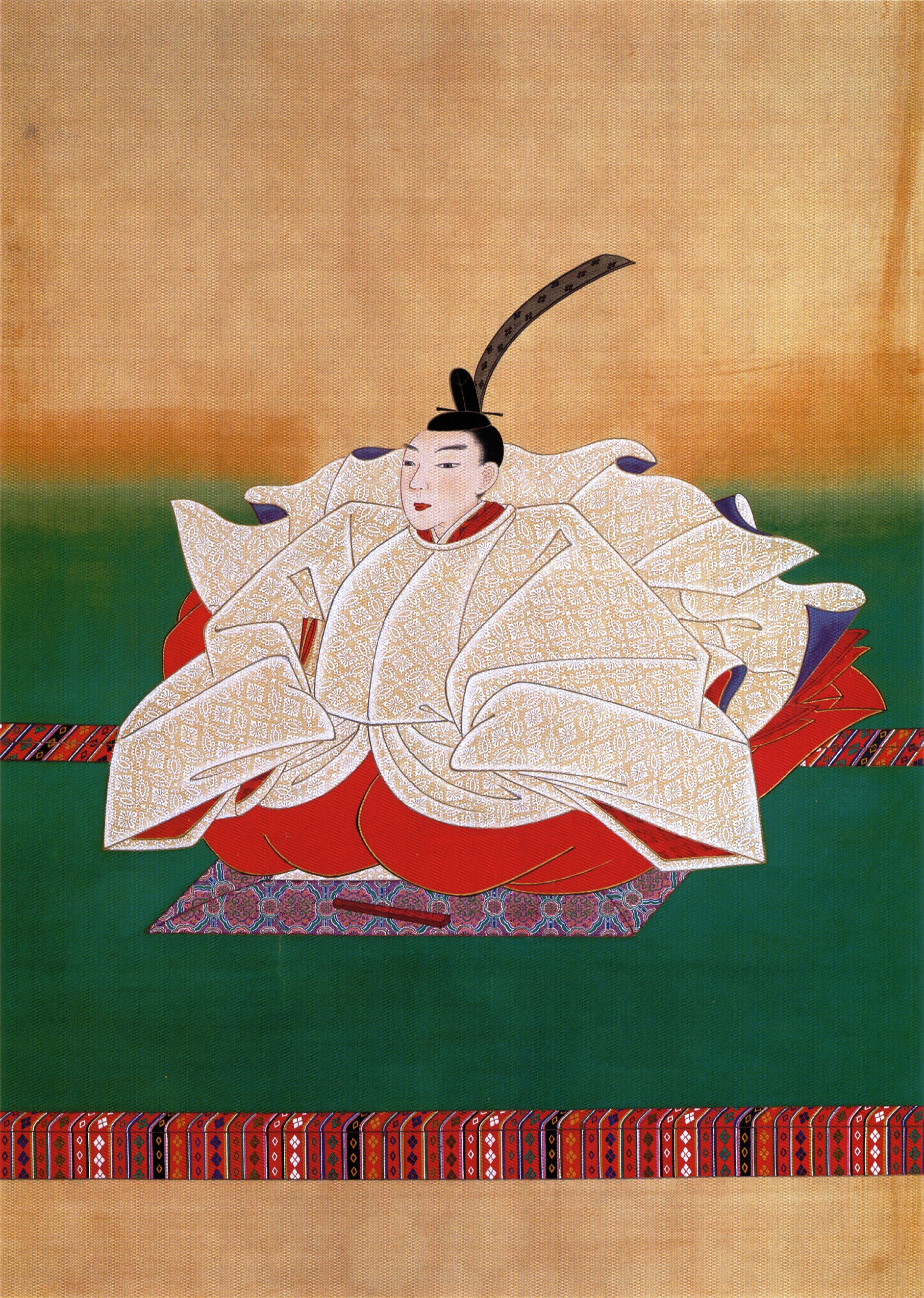
第118代天皇後桃園天皇(1758-1779)誕生。

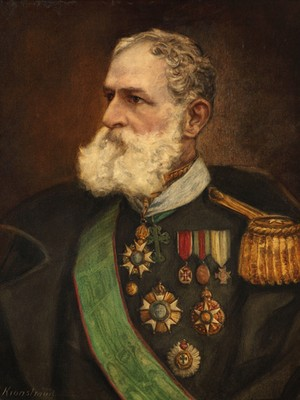
ブラジルの初代大統領、デオドロ・ダ・フォンセカ(1827-1892)誕生。

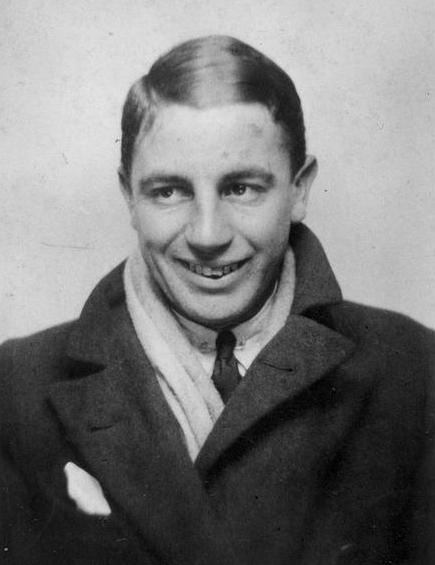
オーストラリア第17代首相、ハロルド・ホルト(1908-1967)誕生。

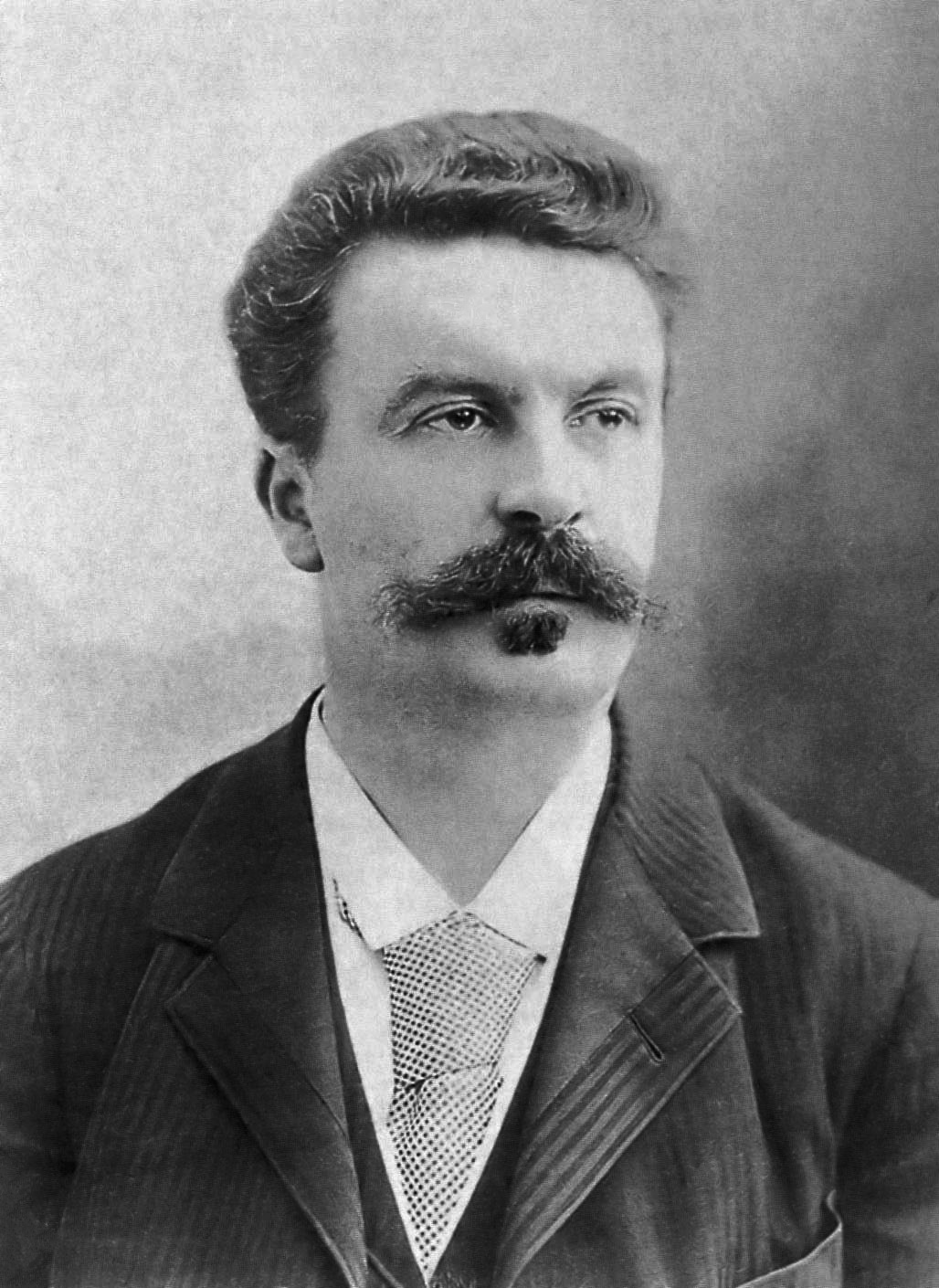
作家ギ・ド・モーパッサン(1850-1893)誕生。自然主義の短篇の名手。

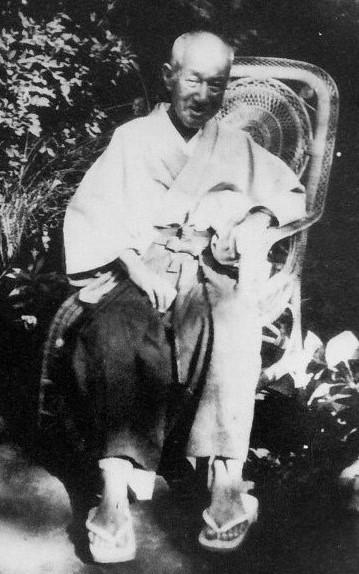
志摩鳥羽藩第8代藩主稲垣長敬(1854-1920)誕生。

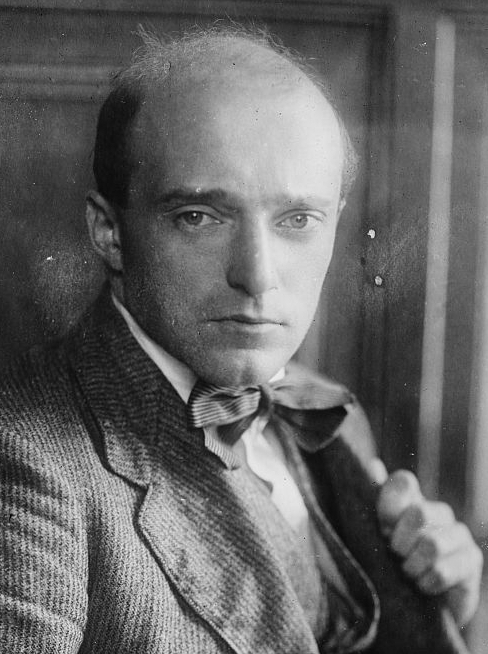
指揮者エーリヒ・クライバー(1890-1956)誕生。

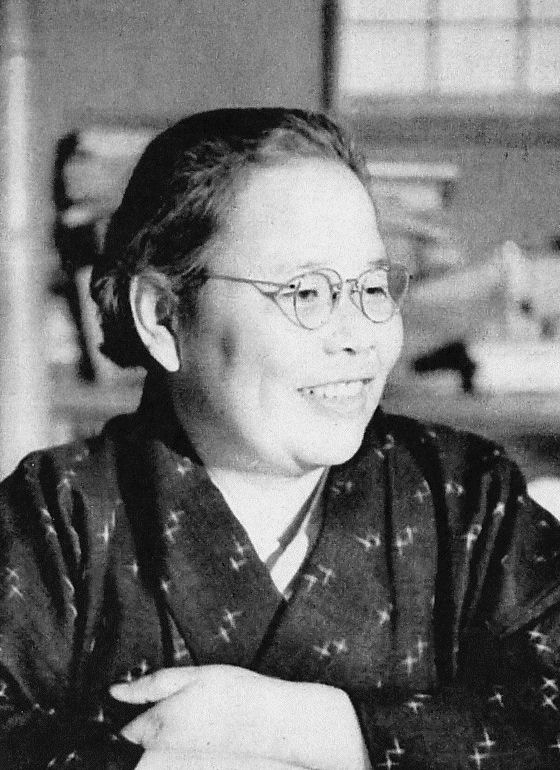
作家壺井栄(1899-1967)誕生。

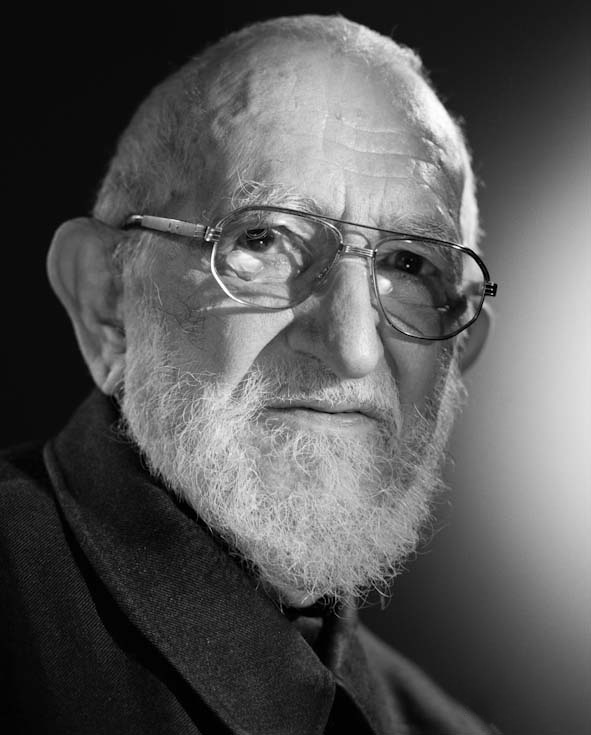
司祭・慈善活動家、アベ・ピエール(1912-2007)誕生。

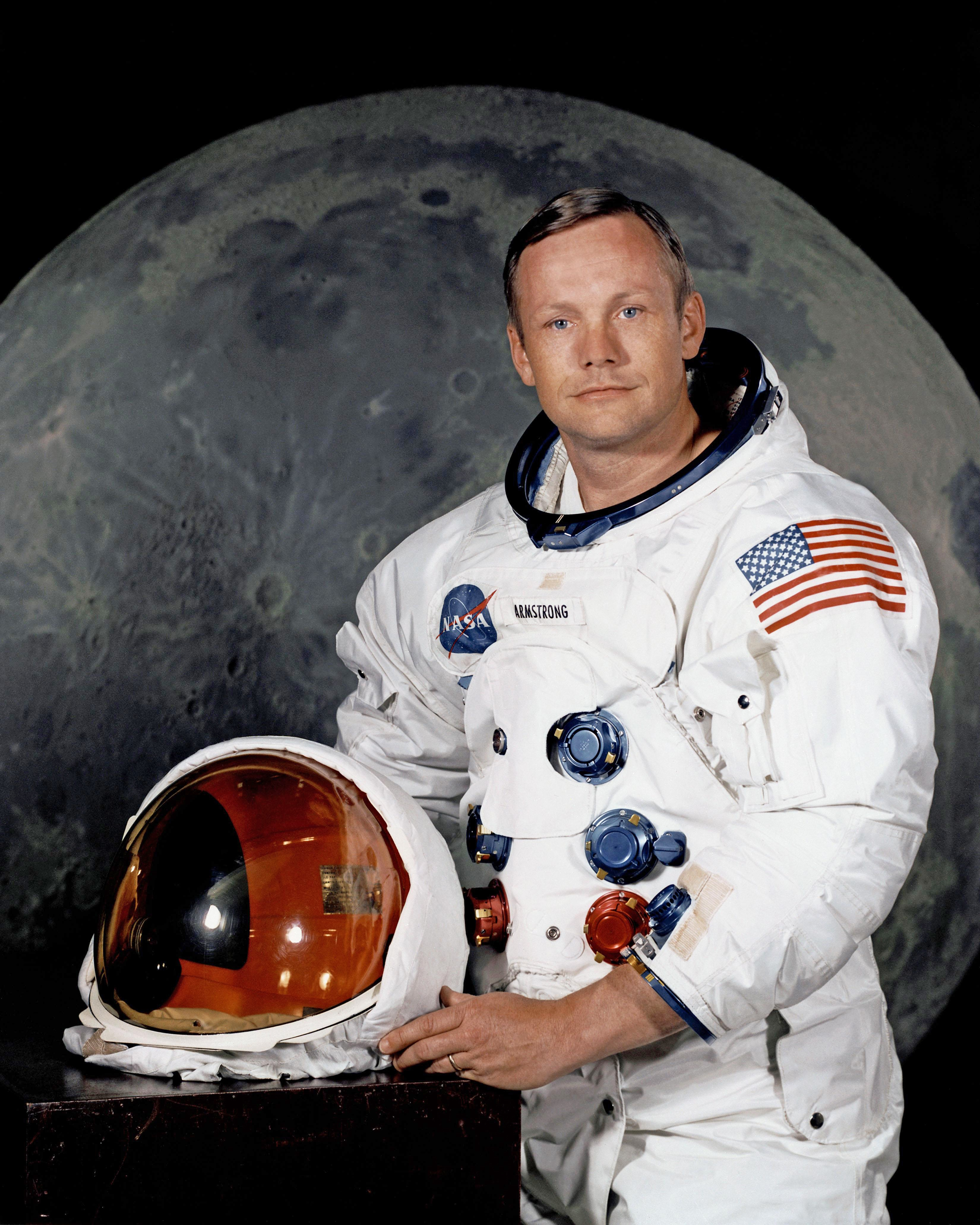
宇宙飛行士ニール・アームストロング(1930-2012)誕生。人類で初めて月面に降り立つ。

- 1461年 - アレクサンデル、ポーランド王（+ 1506年）
- 1623年 - アントニオ・チェスティ、作曲家（+ 1669年）
- 1681年（延宝9年6月22日） - 松平近朝、第3代広瀬藩主（+ 1728年）
- 1737年 - ヨハン・フリードリヒ・ストルーエンセ、政治家（+ 1772年）
- 1749年 - トマス・リンチ・ジュニア、アメリカ独立宣言署名者（+ 1779年）
- 1758年（宝暦8年7月2日） - 後桃園天皇、第118代天皇（+ 1779年）
- 1798年 - ジョン・ロッテスリー、天文学者（+ 1867年）
- 1799年（寛政11年7月5日） - 久世広運、第6代関宿藩主（+ 1830年）
- 1802年 - ニールス・アーベル、数学者（+ 1829年）
- 1811年 - アンブロワーズ・トマ、作曲家（+ 1896年）
- 1813年 - イーヴァル・オーセン、言語学者、文献学者、詩人（+ 1896年）
- 1815年 - エドワード・ジョン・エア、探検家（+ 1901年）
- 1827年 - デオドロ・ダ・フォンセカ、初代ブラジル大統領（+ 1892年）
- 1828年 - ルイーゼ・ファン・オラニエ＝ナッサウ、スウェーデン王カール15世の妃（+ 1871年）
- 1833年 - カロラ・ヴァーサ、ザクセン王アルベルトの妃（+ 1907年）
- 1836年（天保7年6月23日） - 加藤弘之、政治学者、教育家（+ 1916年）
- 1844年 - イリヤ・レーピン、画家、彫刻家（+ 1930年）
- 1850年 - ギ・ド・モーパッサン、作家（+ 1893年）
- 1854年（嘉永7年7月12日） - 稲垣長敬、第8代鳥羽藩主（+ 1920年）
- 1860年 - ルイス・ウェイン、画家（+ 1939年）
- 1862年 - ジョゼフ・メリック、「エレファント・マン」として知られる人物（+ 1890年）
- 1863年（文久3年6月21日） - 早川千吉郎、官僚、実業家、政治家（+ 1922年）
- 1867年（慶應3年7月6日） - 堀卯三郎、実業家、聖職者（+ 1923年）
- 1890年 - ナウム・ガボ、美術家、彫刻家（+ 1977年）
- 1890年 - エーリヒ・クライバー、指揮者（+ 1956年）
- 1890年 - 松尾孝之、政治家、元北海道室蘭市長（+ 1946年）
- 1892年 - 藤田八郎、裁判官。最高裁判所判事（+ 1976年）
- 1894年 - 桂春団治 (2代目)、落語家（+ 1953年）
- 1896年 - 大辻司郎、漫談家、弁士（+ 1952年）
- 1898年 - ピエロ・スラッファ、経済学者（+ 1983年）
- 1899年 - 壺井栄、作家（+ 1967年）
- 1899年 - 茂木啓三郎、実業家、元キッコーマン社長（+ 1993年）
- 1901年 - クロード・オータン＝ララ、映画監督（+ 2000年）
- 1902年 - 迫水久常、政治家（+ 1977年）
- 1904年 - 橋本明治、日本画家（+ 1991年）
- 1905年 - ワシリー・レオンチェフ、経済学者（+ 1999年）
- 1906年 - ジョン・ヒューストン、映画監督、俳優（+ 1987年）
- 1908年 - ハロルド・ホルト、政治家（+ 1967年）
- 1910年 - 福永健司、政治家（+ 1988年）
- 1911年 - エルヴィン・クラウゼン、ドイツ空軍のエース・パイロット（+ 1943年）
- 1911年 - ロバート・テイラー、俳優（+ 1969年）
- 1911年 - 田宮虎彦、作家（+ 1988年）
- 1912年 - アベ・ピエール、キリスト教の司祭（+ 2007年）
- 1918年 - 御木本美隆、実業家、元御木本真珠店（現ミキモト）会長（+ 1996年）
- 1919年 - ロザリンド・ヒックス、アガサ・クリスティの娘（+ 2004年）
- 1920年 - 橋立孝一郎、実業家、キデイランド創業者（+ 1988年）
- 1928年 - 佐藤昭子、田中角栄の秘書（+ 2010年）
- 1930年 - ニール・アームストロング、宇宙飛行士（+ 2012年）
- 1931年 - 木坂順一郎、政治学者、歴史家
- 1932年 - ウラジミール・フェドセーエフ、指揮者
- 1932年 - 川越守、作曲家（+ 2017年）
- 1932年 - 山元勉、政治家（+ 2010年）
- 1933年 - 狩野久、歴史学者
- 1933年 - 彩木雅夫、作曲家
- 1934年 - 古賀正浩、政治家（+ 2002年）
- 1934年 - 川崎啓之介、元プロ野球選手
- 1936年 - ジョン・サクソン、俳優
- 1936年 - 青山敏彦、ラジオ体操指導者
- 1936年 - 長光告直、元プロ野球選手
- 1939年 - ボブ・クラーク、映画監督（+ 2007年）
- 1940年 - 古賀誠、政治家
- 1940年 - 下田敦子、政治家
- 1941年 - 王立平（zh:王立平）、作曲家
- 1945年 - 東海林良、作詞家、小説家
- 1945年 - 若泉征三、政治家、元福井県今立郡今立町長
- 1946年 - 中村順司、アマチュア野球指導者
- 1947年 - 熊谷俊範、実業家（+ 2010年）
- 1947年 - 宇佐美敏晴、元プロ野球選手
- 1948年 - 高松伸、建築家
- 1948年 - 河上茂、政治家
- 1948年 - 小形利文、元プロ野球選手
- 1949年 - 片平晋作、元プロ野球選手（+ 2018年）
- 1949年 - 植村秀明、元プロ野球選手
- 1949年 - 上森合直幸、元プロ野球選手
- 1950年 - 高橋勝成、プロゴルファー
- 1952年 - 早川正人、実業家
- 1953年 - 伊藤哲哉、俳優
- 1953年 - 福元晶三、政治家、兵庫県宍粟市長
- 1951年 - ハッサン・ソービル、国務大臣、大使、高等弁務官
- 1955年 - 西田猛、政治家（+ 2006年）
- 1955年 - 若松謙維、政治家
- 1956年 - 村松利史、俳優
- 1956年 - 鈴木勝美、声優
- 1956年 - 山内孝徳、元プロ野球選手
- 1957年 - 吉川圭三、テレビプロデューサー、映画プロデューサー、テレビディレクター
- 1958年 - 上田勇、政治家、元衆議院議員
- 1959年 - パット・スメア、ギタリスト（元ジャームス、ニルヴァーナ、フー・ファイターズ）
- 1959年 - リチャード・ダトロー・ジュニア、調教師
- 1960年 - 伊藤祐三、新聞記者、政治家、長野県駒ヶ根市長
- 1960年 - 小出譲治、政治家、千葉県市原市長
- 1960年 - 森中慎也、元アナウンサー
- 1961年 - 藤吉久美子、女優
- 1961年 - マイケル富岡、DJ、俳優
- 1961年 - 高木誠利、技術評論家
- 1961年 - 中橋明美、元バスケットボール選手
- 1962年 - 内村直子、障害者福祉、障害児教育学者、元アナウンサー
- 1962年 - 柳原陽一郎、ミュージシャン
- 1962年 - パトリック・ユーイング、バスケットボール選手
- 1962年 - どんと、ミュージシャン（BO GUMBOS）（+ 2000年）
- 1963年 - 後関昌彦、元プロ野球選手
- 1964年 - 鹿野淳、音楽評論家
- 1964年 - 松田洋子、漫画家
- 1965年 - 大藤直樹、俳優
- 1965年 - 川島恵、歌手
- 1965年 - 桜庭統、作曲家
- 1965年 - 鈴木信行、政治運動家
- 1966年 - 森口瑤子、女優
- 1967年 - 柴田くに子、歌手
- 1967年 - 相築彰子、女優
- 1967年 - 山内一典、ゲームクリエイター
- 1967年 - 小林昭則、元プロ野球選手
- 1968年 - ジョン・オルルド、元プロ野球選手
- 1968年 - ケンドー・カシン、プロレスラー、総合格闘家
- 1968年 - マリーヌ・ル・ペン、政治家
- 1969年 - 佐々木健、声優
- 1969年 - 後藤田正純、政治家、自民党衆議院議員
- 1969年 - 若田部健一、元プロ野球選手
- 1970年 - 竹島由美子、元バレエダンサー、コスチュームデザイナー
- 1971年 - 今井裕、天文学者
- 1971年 - 松本大輔、政治家
- 1971年 - 矢樹広弓、元プロレスラー
- 1971年 - カルロス・プリード、元プロ野球選手（+ 2023年）
- 1971年 - 保坂秀樹、プロレスラー（+ 2021年）
- 1972年 - 本村由紀子、アナウンサー
- 1972年 - 日高郁人、プロレスラー
- 1972年 - ジョン・ワズディン、元プロ野球選手
- 1973年 - 三遊亭遊かり、落語家
- 1973年 - 川村美香、漫画家
- 1974年 - 野々村友紀子、放送作家、元お笑い芸人（元高僧・野々村）
- 1974年 - 安岡優、ミュージシャン（ゴスペラーズ）
- 1974年 - 平山崇、日本語教育学者
- 1974年 - 前川善郎、テレビディレクター
- 1974年 - 大渕幹大、元プロバスケットボール選手
- 1976年 - 中野由紀、元バレーボール選手
- 1976年 - 水野悠希、フリーアナウンサー
- 1976年 - クォン・サンウ、俳優
- 1977年 - 広橋涼、声優
- 1977年 - 深見真、作家
- 1977年 - 山口リエラ、元タレント
- 1977年 - 本間忠、元プロ野球選手
- 1978年 - 平野元章、アスレティックトレーナー、プロ野球コーチ
- 1978年 - 尾形佳紀、元プロ野球選手
- 1979年 - 草野イニ、俳優
- 1979年 - 吉田里深、タレント
- 1979年 - 関太、お笑いタレント（タイムマシーン3号）
- 1979年 - デイビット・ヒーリー、サッカー選手
- 1980年 - 根本幸多、声優
- 1980年 - 橋本奈穂子、NHKアナウンサー
- 1980年 - 日下部智子、プロゴルファー
- 1980年 - ウェイン・ブリッジ、元サッカー選手
- 1981年 - 柴咲コウ、女優、歌手
- 1981年 - 浜野謙太、ミュージシャン、俳優
- 1981年 - 佐藤かおり、レースクイーン、グラビアアイドル
- 1981年 - 星野譲、ベーシスト（fuzzy control）
- 1981年 - 内田慶、麻雀プロ
- 1981年 - 赤荻歩、TBSアナウンサー
- 1981年 - カール・クロフォード、元プロ野球選手
- 1982年 - ORIE、お笑いタレント
- 1982年 - 三遊亭好の助、落語家
- 1982年 - 柳承敏、卓球選手
- 1983年 - 木下鈴奈、女優、声優
- 1983年 - 鈴木しおり、アナウンサー
- 1984年 - 穴井隆将、柔道家
- 1984年 - 池田剛基、元プロ野球選手
- 1985年 - 鴨志田誉、元サッカー選手
- 1985年 - サロモン・カルー、サッカー選手
- 1986年 - 木暮聡、総合格闘家
- 1986年 - 米満達弘、元アマチュアレスリング選手、指導者
- 1986年 - 高橋圭太、元アナウンサー
- 1986年 - ポーラ・クリーマー、プロゴルファー
- 1987年 - 景山慶一、俳優、アクティングトレーナー
- 1987年 - ステファニー、歌手
- 1987年 - レクシー・ベル、ポルノ女優
- 1988年 - フェデリカ・ペレグリニ、水泳選手
- 1988年 - フルール・マクスウェル、フィギュアスケート選手
- 1988年 - 原田真緒、グラビアアイドル
- 1988年 - 黒沢翔太、元プロ野球選手
- 1989年 - 河村唯、タレント、アイドル（元アイドリング!!!12号）
- 1989年 - 松島花、ファッションモデル
- 1989年 - ライアン・バートランド、サッカー選手
- 1989年 - 赤﨑夏実、エレクトーン奏者、リポーター
- 1990年 - 南結衣、タレント、元グラビアアイドル
- 1990年 - 境絵里加、ファッションモデル
- 1990年 - ロレッタ・アムイ、フィギュアスケート選手
- 1990年 - ニック・マルティネス、プロ野球選手
- 1991年 - 真魚、女優
- 1991年 - 宮川明衣、タレント
- 1992年 - 内山靖崇、テニス選手
- 1992年 - 後藤翔平、バスケットボール選手
- 1992年 - 陳定、陸上競技選手
- 1993年 - 今村彩夏、元声優
- 1993年 - 大後寿々花、女優
- 1993年 - たいこー、お笑いタレント（リンダカラー∞）
- 1993年 - 藤守怜生、アイドル（元風男塾）
- 1993年 - 米谷真一、野球選手
- 1994年 - 佐々木勇気、将棋棋士
- 1994年 - 高井和馬、サッカー選手
- 1995年 - 長縄まりあ、声優
- 1995年 - 横田ひかる、ファッションモデル
- 1995年 - バトシン、モデル、歌手
- 1996年 - 貴景勝貴信、元大相撲力士、年寄14代湊川
- 1996年 - 村上茉愛、体操選手
- 1996年 - 鎌田大地、サッカー選手
- 1996年 - 法元明菜、声優（虹ヶ咲学園スクールアイドル同好会）
- 1996年 - テオドロス・ツェルディス、柔道選手
- 1997年 - 田久保夏鈴、ファッションモデル
- 1997年 - 中坂勇哉、サッカー選手
- 1997年 - オリヴィア・ホルト、女優、歌手
- 1998年 - 涼邑芹、アイドル、俳優
- 1998年 - 遠藤日向、陸上選手
- 1998年 - 鈴木香音、元アイドル（元モーニング娘。）
- 1999年 - 清井咲希、タレント（元たこやきレインボー）
- 2000年 - 佐藤海里、アイドル（NGT48）
- 2001年 - 横山陸人、プロ野球選手
- 2002年 - 朝野ナツ、グラビアアイドル、タレント
- 2003年 - 飯沼愛、女優
- 2004年 - 工藤真帆、バレーボール選手
- 生年不詳 - 亀谷理子、声優
- 生年不詳 - 冬木るりか、漫画家
- 生年不詳 - 森川久美、漫画家
- 生年不詳 - 福居典美、津軽三味線奏者
- 生年不詳 - 三田佐代子、アナウンサー

## 忌日

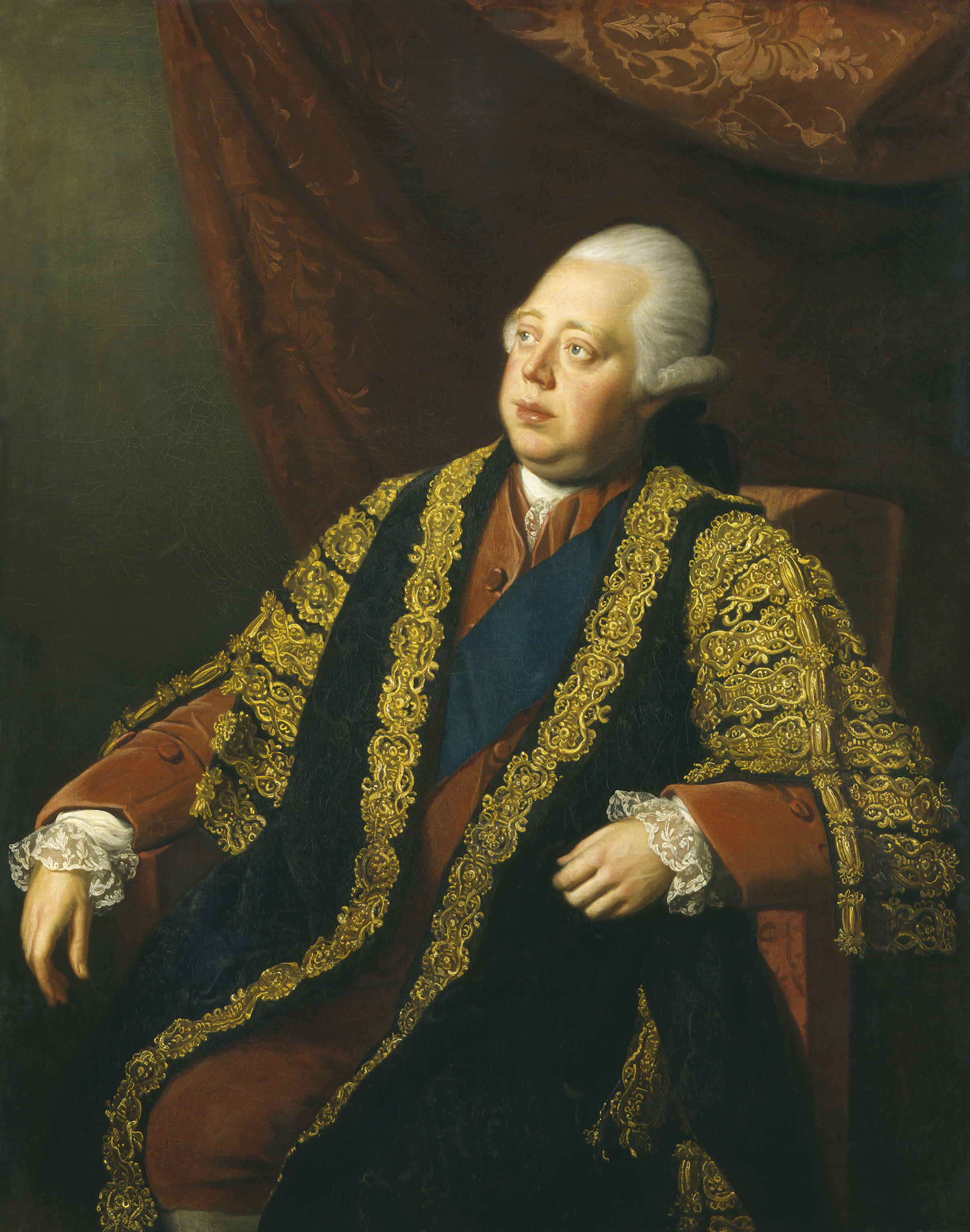
ギルフォード伯爵フレデリック・ノース(1732-1792)没。アメリカ独立戦争時のイギリス首相。

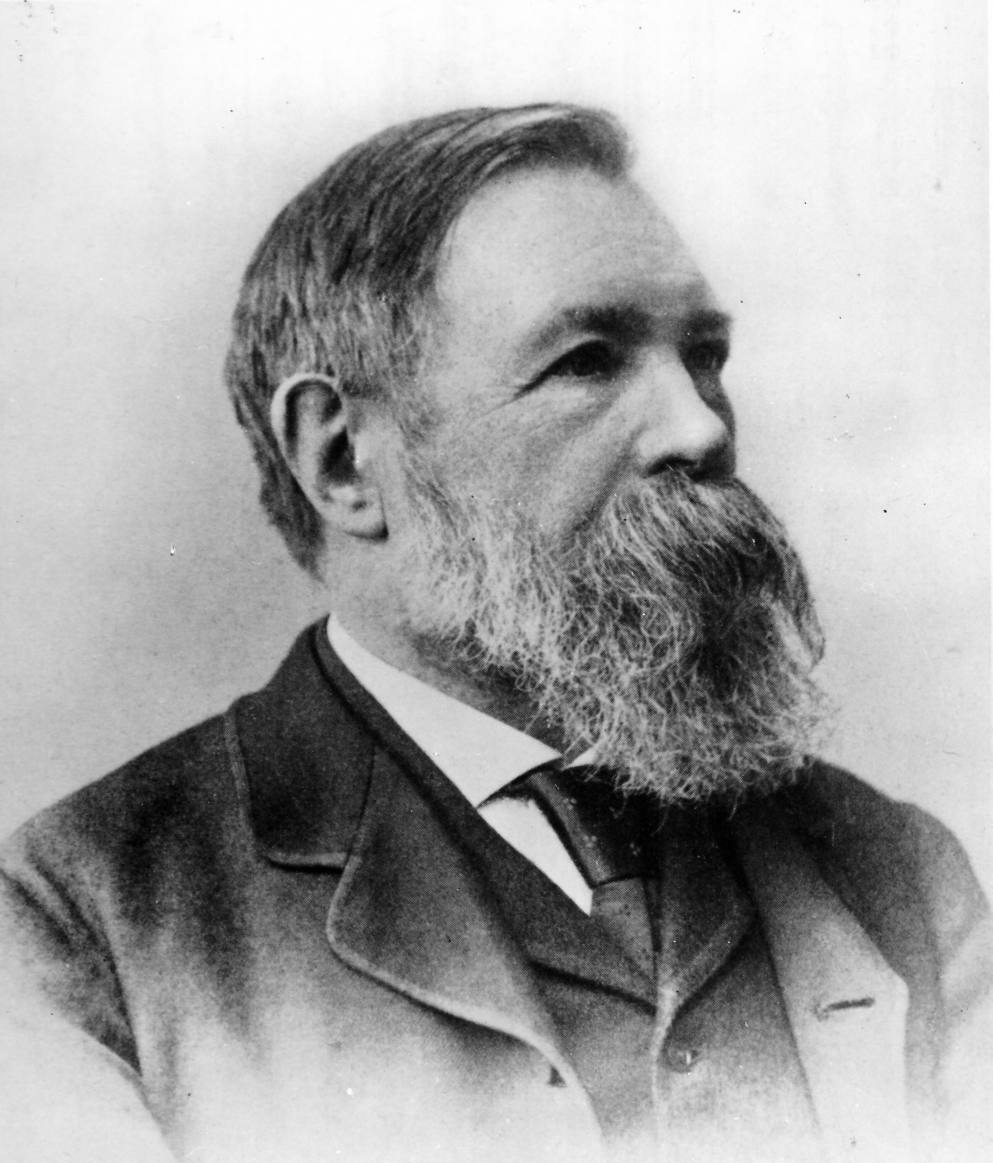
革命家フリードリヒ・エンゲルス(1820-1895)没。

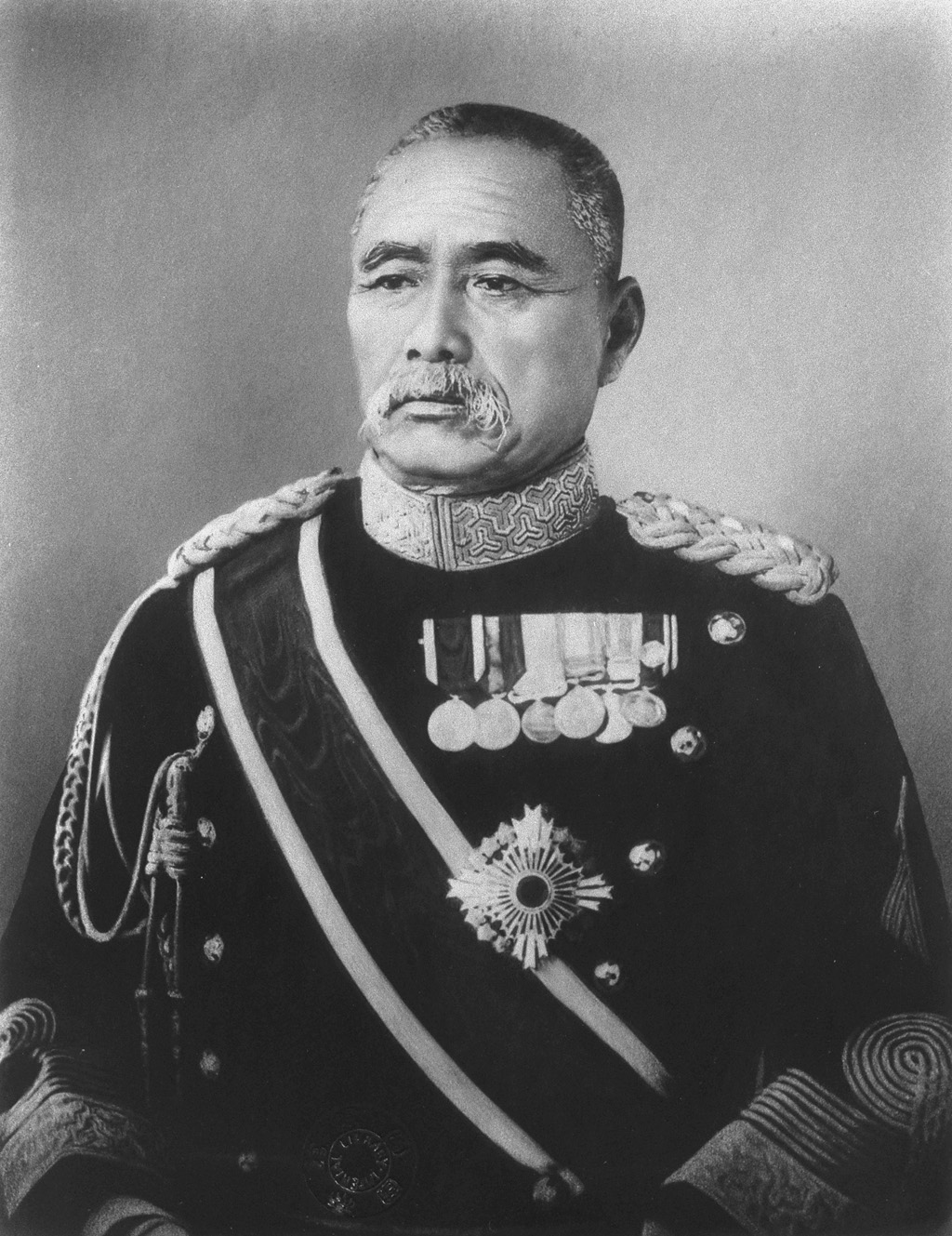
陸軍大将佐久間左馬太(1844-1915)没。

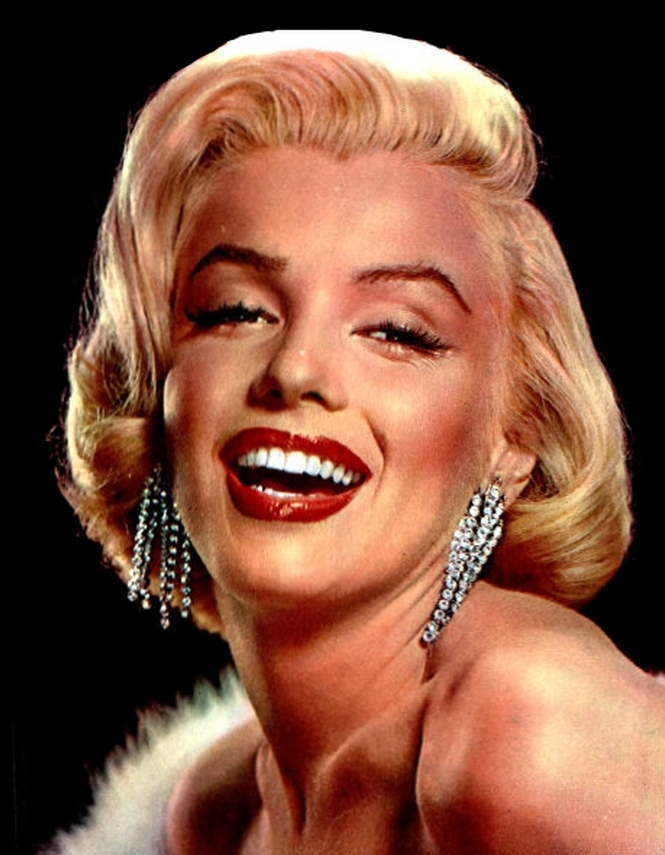
女優マリリン・モンロー(1926-1962)、寝室にて全裸死体で発見。

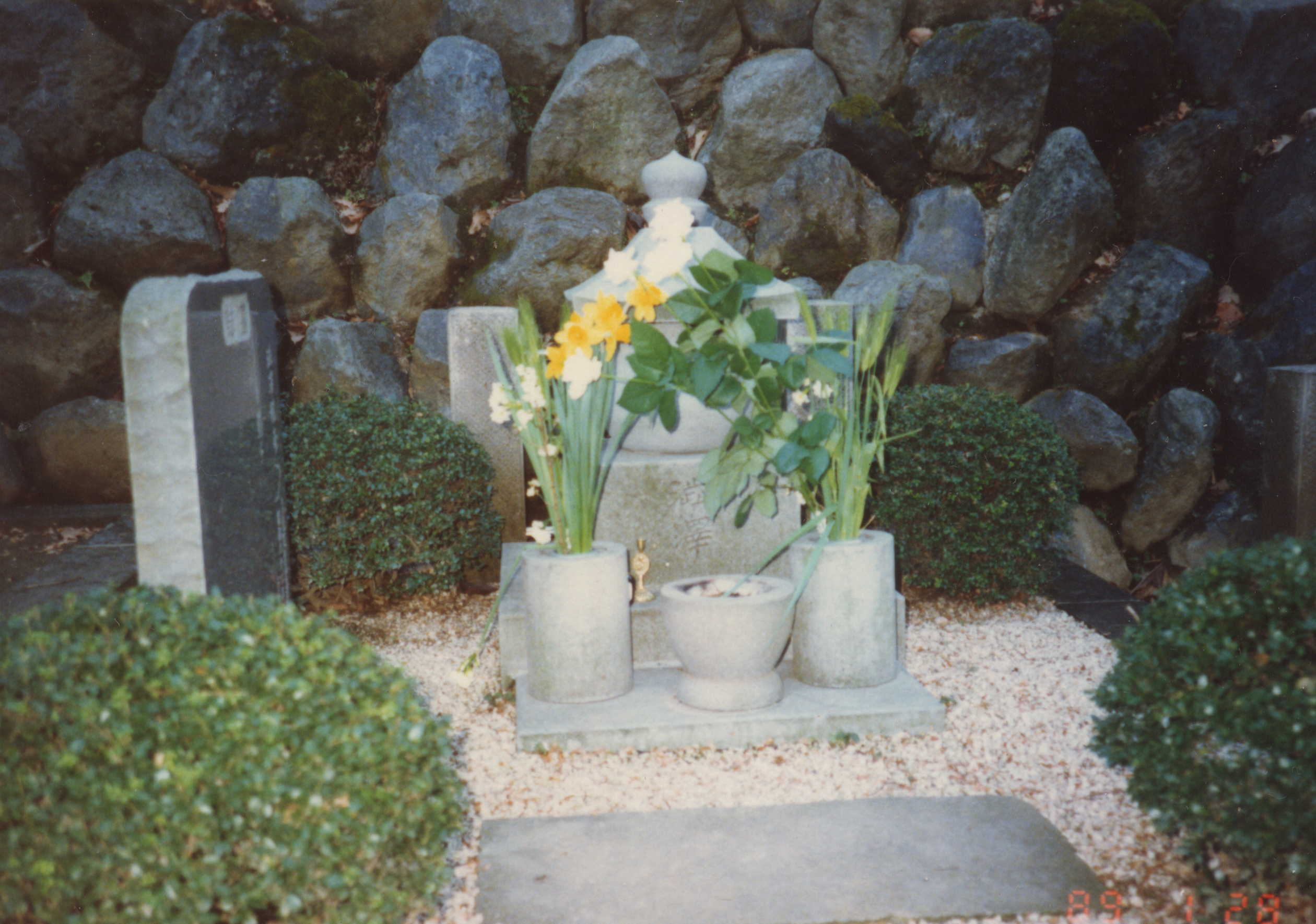
作家・仏文学者、澁澤龍彦(1928-1987)没。画像は北鎌倉浄智寺の墓。

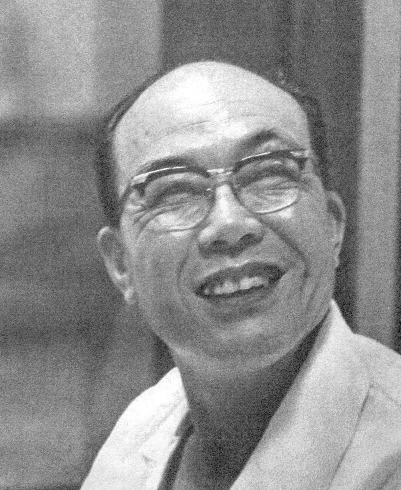
本田技研工業創業者、技術者本田宗一郎(1906-1991)没。エンジン付き自転車を皮切りにオートバイ、自動車を次々に開発。藤沢武夫と共にホンダを世界的企業へ発展させた。

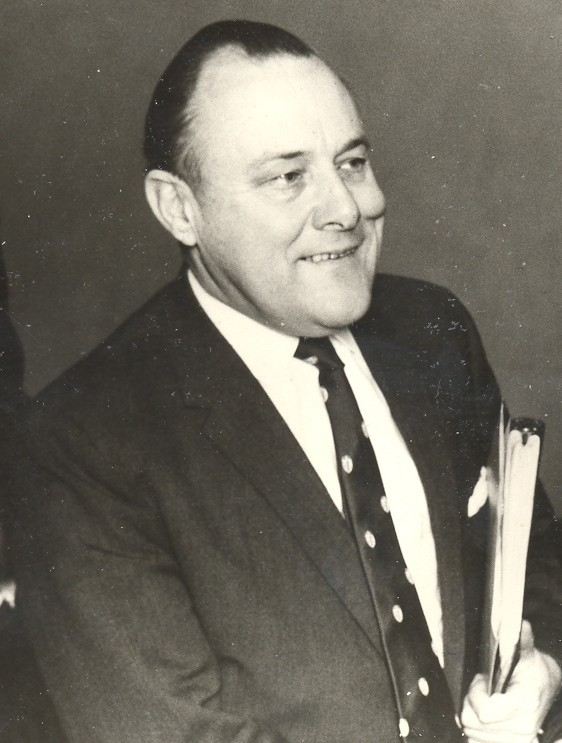
第31代ニュージーランド首相、ロバート・マルドゥーン(1921-1992)没。

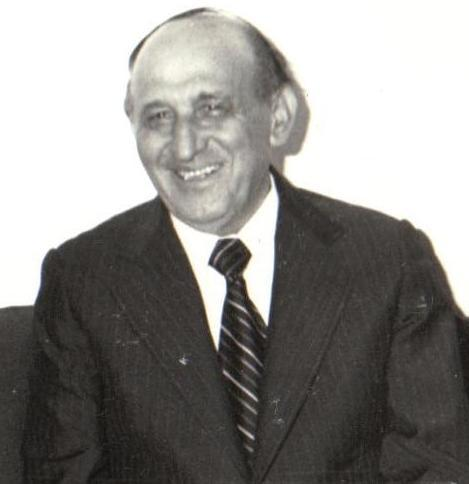
冷戦期ブルガリアの政治家トドル・ジフコフ(1911-1998)没。

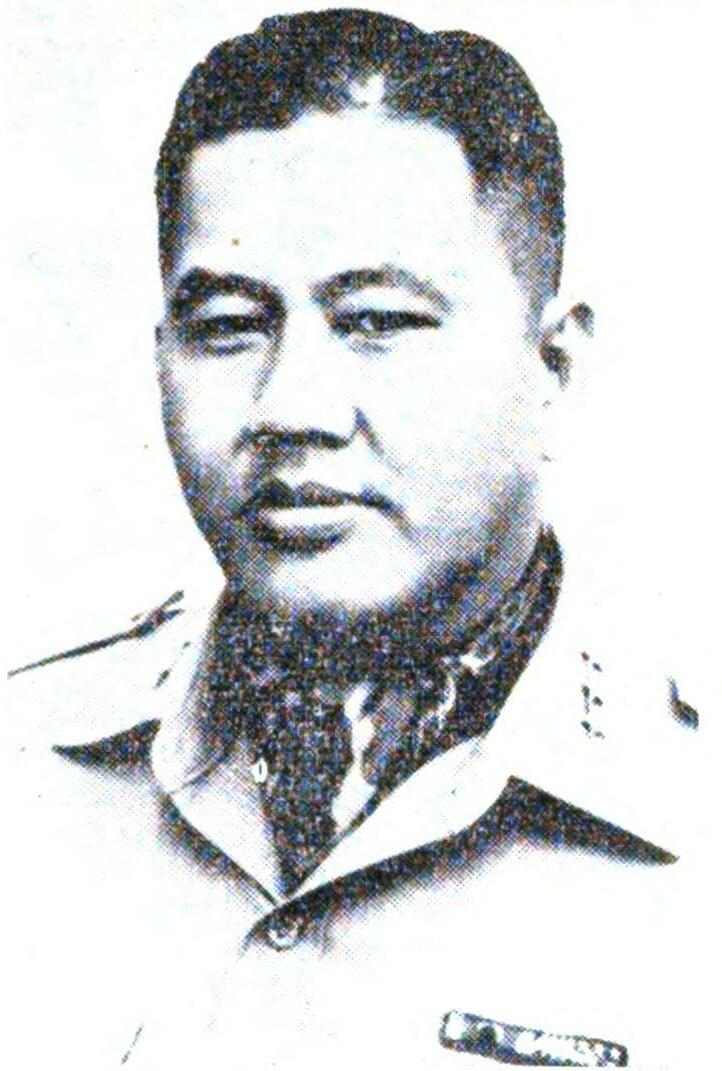
ベトナム共和国最後の大統領ズオン・バン・ミン没。

- 775年（宝亀6年7月1日）- 藤原蔵下麻呂、奈良時代の公卿（* 734年）
- 824年（弘仁15年7月7日）- 平城天皇、第51代天皇（* 774年）
- 882年 - ルイ3世、西フランク王（* 863年）
- 989年（永祚元年6月26日）- 藤原頼忠、平安時代の公卿（* 924年）
- 1364年（正平19年/貞治3年7月7日）- 光厳天皇、北朝初代天皇（* 1313年）
- 1405年（応永12年7月11日）- 日野業子、室町幕府第3代将軍足利義満の正室（* 1351年）
- 1594年（文禄3年6月19日）- 亘理元宗、戦国武将（* 1530年）
- 1703年（元禄16年6月23日）- 佐竹義処、第3代久保田藩主（* 1637年）
- 1716年 - テレサ・デル・ポ（イタリア語版）、画家、彫刻家（* 1649年）
- 1719年（享保4年6月20日）- 伊達綱村、第4代仙台藩主（* 1659年）
- 1729年 - トーマス・ニューコメン、発明家（* 1664年）
- 1753年 - ヨハン・ゴットフリート・アウアーバッハ（英語版）、画家（* 1697年）
- 1754年 - ジェームズ・ギブス（英語版）、建築家（* 1682年）
- 1757年 - アントワーヌ・ペーヌ、画家（* 1683年）
- 1787年 - フランソワ・フランクール、作曲家（* 1698年）
- 1792年 - 第2代ギルフォード伯爵フレデリック・ノース（ノース卿）、イギリス首相（* 1732年）
- 1799年 - リチャード・ハウ、英国海軍提督（* 1726年）
- 1831年 - セバスチャン・エラール、ピアノ製造技師（* 1752年）
- 1839年（天保10年6月26日）- 松平輝承、江戸幕府奏者番、高崎藩主（* 1817年）
- 1852年（嘉永5年6月20日）- 大岡忠固、江戸幕府若年寄、普請奉行、岩槻藩主（* 1794年）
- 1858年 - アレクシス・ソワイエ（フランス語版）、料理人、芸術家、作家（* 1810年）
- 1864年（元治元年7月4日）- 大高忠兵衛、尊皇攘夷志士（* 1823年）
- 1872年 - シャルル＝ユージェヌ・ドロネー、天文学者、数学者（* 1816年）
- 1891年 - アンリ・リトルフ、ピアニスト、作曲家（* 1818年）
- 1893年 - ジェームズ・ロード・ピアポント（英語版）、作詞家、作曲家、編曲家、オルガン奏者（* 1822年）
- 1895年 - フリードリヒ・エンゲルス、経済学者（* 1820年）
- 1897年 - アルベルト・マルト、天文学者（* 1828年）
- 1897年 - エドワード・ビカステス、イングランド国教会宣教師（* 1850年）
- 1899年 - ウィリアム・K・バートン、お雇い外国人の技術者（* 1856年）
- 1901年 - ヴィクトリア、ドイツ皇帝フリードリヒ3世の皇后（* 1840年）
- 1911年 - ボブ・カラザーズ、元プロ野球選手（* 1864年）
- 1915年 - 佐久間左馬太、第5代台湾総督（* 1844年）
- 1916年 - レッチミア・グッピー、博物学者（* 1836年）
- 1916年 - ジョージ・バターワース、作曲家（* 1885年）
- 1922年 - トミー・マッカーシー、元プロ野球選手（* 1863年）
- 1925年 - ジョルジュ・パラント、思想家、哲学者（* 1862年）
- 1929年 - ミリセント・フォーセット、女性参政権運動家、経済学者（* 1847年）
- 1931年 - 蔣渭水、社会運動家（* 1890年）
- 1932年 - ジョン・ポール・グード、地理学者（* 1862年）
- 1940年 - フレデリック・クック、探検家（* 1865年）
- 1946年 - ヴィルヘルム・マルクス、第8・10代ドイツ国首相（* 1863年）
- 1946年 - ヴェルナー・コルホルスター（英語版）、物理学者（* 1887年）
- 1949年 - エルネスト・フルノー（フランス語版）、薬剤師（* 1872年）
- 1955年 - カルメン・ミランダ、サンバ歌手、女優（* 1909年）
- 1957年 - ハインリッヒ・ヴィーラント、化学者（* 1877年）
- 1961年 - 北昤吉、思想家・評論家、自由民主党衆議院議員（* 1885年）
- 1962年 - マリリン・モンロー、女優（* 1926年）
- 1963年 - サルバドール・バカリッセ、作曲家（* 1898年）
- 1964年 - アート・ロス、アイスホッケー選手、指導者（* 1886年）
- 1968年 - オスカル・ウプラウス、サッカー選手（* 1898年）
- 1969年 - アドルフ・フリードリヒ・ツー・メクレンブルク、探検家、植民地政治家（* 1873年）
- 1970年 - 蛯名武五郎、元騎手、調教師（* 1918年）
- 1973年 - 服部逸郎、作曲家、歌手、作詞家、元アナウンサー（* 1907年）
- 1975年 - 真鍋八千代、実業家、弁護士（* 1894年）
- 1976年 - 長沖一、漫才作家、演出家、放送作家（* 1904年）
- 1977年 - 白木茂、翻訳家、児童文学作家（* 1910年）
- 1978年 - ジェシー・ヘインズ、元プロ野球選手（* 1893年）
- 1978年 - ヴィクター・ハッセルブラッド（英語版）、発明家、実業家、元ハッセルブラッド社長（* 1906年）
- 1981年 - イェジ・ネイマン、統計学者（* 1894年）
- 1981年 - 船山春子、編集者、小説家（* 1910年）
- 1981年 - 船山馨、小説家（* 1914年）
- 1983年 - 中村草田男、俳人（* 1901年）
- 1983年 - ジョーン・ロビンソン、経済学者（* 1903年）
- 1984年 - リチャード・バートン、俳優（* 1925年）
- 1987年 - 澁澤龍彦、小説家（* 1928年）
- 1990年 - 本多丕道、警察官僚、第68代警視総監（* 1916年）
- 1991年 - 本田宗一郎、本田技研工業設立者（* 1906年）
- 1991年 - ポール・ブラウン、アメリカンフットボール元コーチ（* 1908年）
- 1991年 - ガストン・リテーズ、作曲家、オルガニスト（* 1909年）
- 1992年 - ロバート・マルドゥーン、政治家、第31代ニュージーランド首相（* 1921年）
- 1992年 - ジェフ・ポーカロ、ドラマー、スタジオ・ミュージシャン（* 1954年）
- 1993年 - エウゲン・スホニュ、作曲家（* 1908年）
- 1993年 - 田坂正明、プロ野球選手（* 1946年）
- 1997年 - 原のぶ子[18]、服飾研究家・デザイナー、原のぶ子アカデミー洋裁学園（現青山ファッションカレッジ）創立者（* 1901年）
- 1997年 - クラレンス・M・ケリー（英語版）、第2代FBI局長（* 1911年）
- 1998年 - トドル・ジフコフ、ブルガリアの指導者（* 1911年）
- 1998年 - オットー・クレッチマー、ドイツ海軍のUボート指揮官（* 1912年）
- 1998年 - 藤元政信、労働運動家、政治家、第3代東京都武蔵野市長（* 1914年）
- 1998年 - 伊吹聰太朗、俳優（* 1928年）
- 1999年 - ジョン・カセール、画家（* 1920年）

- 1999年 - 高沢寅男、日本社会党衆議院議員（* 1926年）
- 2000年 - アレック・ギネス、俳優（* 1914年）
- 2000年 - 藤井桑正、実業家、元朝日放送社長（* 1920年）
- 2001年 - 小野忠弘、美術家、造形作家（* 1913年）
- 2001年 - ズオン・バン・ミン、政治家、南ベトナム大統領（* 1916年）
- 2002年 - 米田栄作、詩人（* 1908年）
- 2002年 - チック・ハーン（英語版）、スポーツアナウンサー（* 1916年）
- 2002年 - 御木本伸介、俳優（* 1931年）
- 2002年 - ダレル・ポーター、元プロ野球選手（* 1952年）
- 2004年 - 市川猿十郎 (4代目)[19]、歌舞伎俳優（* 1959年）
- 2005年 - 見川鯛山、医師、作家（* 1916年）
- 2005年 - 田中正巳、厚生大臣（* 1917年）
- 2005年 - 辰見敏夫、教育心理学者、東京学芸大学名誉教授 （* 1919年）
- 2005年 - ポリーナ・アスタホワ、体操競技選手、1956年メルボルン五輪、1960年ローマ五輪、1964年東京五輪金メダリスト （* 1936年）
- 2006年 - ダニエル・シュミット、映画監督（* 1941年）
- 2007年 - オリヴァー・ヒル（英語版）、弁護士（* 1907年）
- 2007年 - ジャン＝マリー・ルスティジェ（英語版）、カトリック教会枢機卿、元パリ大司教（* 1926年）
- 2008年 - エヴァ・プフルーク（英語版）、女優、声優（* 1929年）
- 2008年 - 叶家勝二[20]、アクロバット曲芸師（* 1945年）
- 2009年 - バッド・シュールバーグ、脚本家（* 1914年）
- 2009年 - 富士谷紹憲、風水師、陰陽師（* 1936年）
- 2009年 - バイトゥッラー・マフスード、パキスタン・ターリバーン運動指導者（* 1974年）
- 2010年 - 稲垣武、ジャーナリスト（* 1934年）
- 2011年 - 前田武彦、タレント、放送作家（* 1929年）
- 2011年 - アンジェイ・レッペル（英語版）、政治家（* 1954年）
- 2011年 - フランチェスコ・クイン、俳優（* 1963年）
- 2012年 - 浜田幸一、政治家、タレント（* 1928年）
- 2012年 - 大橋照枝、社会学者（* 1941年）
- 2013年 - 松尾明美、バレエダンサー、振付家、バレエ指導者（* 1919年）
- 2013年 - 星長克紀[21]、実業家、元王子製紙副社長（* 1924年または1925年）
- 2013年 - 喜多洋三、政治家、元大阪府守口市長（* 1931年）
- 2013年 - ジョージ・デューク、ミュージシャン（* 1946年）
- 2014年 - エフゲニー・アクショーノフ、医師（* 1924年）
- 2014年 - 佐藤経明、経済学者、横浜市立大学名誉教授（* 1925年）
- 2014年 - 江守幹男[22][23]、実業家、元江守商事・日華化学社長（* 1929年）
- 2014年 - マンガ太郎、漫画家、イラストレーター、タレント（* 1942年）
- 2014年 - マリリン・バーンズ、女優（* 1950年）
- 2014年 - 笹井芳樹、発生学者・医学者（* 1962年）
- 2015年 - 堤新三[24]、実業家、元三井物産副社長（* 1915年）
- 2015年 - ジョージ・コール（英語版）、俳優（* 1925年）
- 2015年 - 丹野章、写真家（* 1925年）
- 2015年 - 近藤和議[25]、裁判官、元東京高裁部総括判事（* 1931年）
- 2015年 - 小柳津健[26][27]、実業家、元中日新聞社取締役北陸本社代表、元石川テレビ放送社長（* 1931年）
- 2015年 - 花紀京、コメディアン（* 1937年）
- 2015年 - 児玉広志、競輪選手（* 1969年）
- 2016年 - 染谷臣道[28]、文化人類学者、静岡大学名誉教授（* 1942年）
- 2016年 - 平田実音、タレント（* 1983年）
- 2017年 - クリスチャン・ミヨ（フランス語版）、ジャーナリスト、作家、料理評論家（* 1928年）
- 2017年 - 水橋春夫[29]、音楽プロデューサー、ギタリスト（* 1949年）
- 2019年 - トニ・モリスン、小説家、編集者（* 1931年）
- 2019年 - 入江洋佑、俳優（* 1934年）
- 2020年 - ピート・ハミル、ジャーナリスト（* 1934年）
- 2020年 - アガソナス・ヤコヴィディス、民俗音楽レベティコ歌手（* 1955年）
- 2021年 - イェヴヘーン・マルチューク、政治家、第4代ウクライナ首相（* 1941年）
- 2021年 - 伊東恒久、脚本家（* 1941年）
- 2021年 - リチャード・トラムカ、労働運動家、弁護士（* 1949年）
- 2021年 - 小林章夫、英文学者、英国文化研究家、上智大学名誉教授（* 1949年）
- 2022年 - クルー・ギャラガー、俳優（* 1928年）
- 2022年 - ジョ・ソアレス、コメディアン、俳優、映画監督（* 1938年）
- 2022年 - 三宅一生、ファッションデザイナー（* 1938年）
- 2023年 - エレーヌ・カレール・ダンコース、歴史学者（* 1929年）
- 2023年 - 池田一臣、俳優、演出家、脚本家、声優（* 1932年）
- 2023年 - 森内俊雄、小説家、詩人（* 1936年）
- 2023年 - アーサー・シュミット、編集技師（* 1937年）
- 2023年 - 岩田廉太郎、漫画家（* 1951年）
- 2023年 - ISSAY、歌手、作詞家、俳優、パントマイミスト（* 1962年）
- 2023年 - 佐野菜見、漫画家（* 1987年）
- 2024年 - 歌川令三、ジャーナリスト、元毎日新聞社編集局長（* 1934年）
- 2024年 - 南佳策、政治家、元奈良県天理市長（* 1937年）
- 2024年 - パティ・ヤスタケ、俳優（* 1953年）
- 2025年 - 亀山忍、タレント、俳優（* 1969年）
- 2025年 - 橋本友彦、プロレスラー（* 1977年）

## 記念日・年中行事
- 独立記念日（ ブルキナファソ）
1960年のこの日、オートボルタ（現 ブルキナファソ）がフランスから独立した。
- 戦勝記念日（英語版）（ クロアチア）
1995年のこの日、ボスニア・ヘルツェゴビナ紛争の嵐作戦でクロアチア軍の勝利が決定的となったことを記念した祝日。
- ボゴタのカーニバルの初日（ コロンビア、7日まで）
- 世界ビールの日（英語版）（ 世界　2012年より8月第1金曜日）
- タクシーの日（ 日本）
タクシーは、1912年（大正元年）に営業を開始。東京都の有楽町マリオンに設立された「タクシー自働車株式会社」が、タクシーメーターを装備したT型フォード6台で営業を開始した。営業開始日については諸説あるが、これを記念して、一般社団法人全国ハイヤー・タクシー連合会が1989年に記念日として制定した[30]。
- ハコの日（ 日本）
「は(8)こ(5)」(箱)の語呂合せわで、東京紙器工業組合が1991年に制定[31]。
- 裏ゴーヤーの日（ 日本）
「ゴー(5)ヤー(8)」の語呂合わせを逆にしたもの。ゴーヤーの日（5月8日）からこの頃までがゴーヤー（ニガウリ）の旬とされることから[32]。
- ハードコアテクノの日（ 日本）
"8"と"5"を「ハーコー（HARDCOREの英語発音）」と読む語呂合わせから。レコードレーベル運営者のHARDCOREOSAKAが中心となって2006年に制定[33]。
- ハコボーイ!の日（ 日本）
ハコの日同様の語呂合わせから。ゲーム開発元のハル研究所が申請し、ゲーム発売の2.5周年にあたる2017年7月15日に同社にて記念日登録証授与式を行った[34]。
- 山形花笠まつりの初日（ 日本）
山形県山形市で、毎年8月5日から7日まで3日間開催される夏祭り。山車を先頭に、「ヤッショ、マカショ」の掛け声と花笠太鼓を背に、県の花である「紅花」をあしらった笠を身に着けた1万人を超える踊り手が、花笠音頭にあわせて踊りながら市内の目抜き通りをパレードする[35]。
- 山ごはんの日（ 日本）
日付は"山(8)"と"ごはん(5)"から。山と食欲と私を出版している新潮社が申請。同社にて記念日登録証授与式を行った[36]。